# Municipio de Mitchell (condado de Nemaha)
El municipio de Mitchell (en inglés: Mitchell Township) es un municipio ubicado en el condado de Nemaha en el estado estadounidense de Kansas. En el año 2010 tenía una población de 261 habitantes y una densidad poblacional de 2,82 personas por km².

## Geografía
El municipio de Mitchell se encuentra ubicado en las coordenadas 39°46′35″N 96°3′41″O / 39.77639, -96.06139. Según la Oficina del Censo de los Estados Unidos, el municipio tiene una superficie total de 92.5 km², de la cual 92,49 km² corresponden a tierra firme y (0,02 %) 0,02 km² es agua.

## Demografía
Según el censo de 2010, había 261 personas residiendo en el municipio de Mitchell. La densidad de población era de 2,82 hab./km². De los 261 habitantes, el municipio de Mitchell estaba compuesto por el 98,85 % blancos, el 0,38 % eran afroamericanos, el 0,77 % eran de otras razas. Del total de la población el 2,3 % eran hispanos o latinos de cualquier raza.